# 44216 Olivercabasa
44216 Olivercabasa este un asteroid din centura principală de asteroizi.

## Descriere
44216 Olivercabasa este un asteroid din centura principală de asteroizi. A fost descoperit pe 4 august 1998 la Teide de E. Vigil și F. Casarramona. Asteroidul prezintă o orbită caracterizată de o semiaxă mare de 2,65 ua, o excentricitate de 0,19 și o înclinație de 13,9° în raport cu ecliptica.